# 上級国民
上級国民（じょうきゅうこくみん）とは、一般国民とは異なる上級の国民を表す、インターネット上などで用いられている俗語、インターネットスラングである。2015年と2019年にユーキャン新語・流行語大賞の候補になった。

## 意味
言葉の定義は明確に決まっておらず単に富裕層や上流階級を指すこともあれば、一般人の理解を超えた言動をする政治家・専門家・官僚らを指す場合もある。また、政治力や財力などを利用して罪や責任から逃れる階級を指すこともある。「上級国民」という語は一般的には普及しないながらも、大正時代から複数名により造語として使われていたが、2015年に発生した2020年東京オリンピック・パラリンピックのエンブレムの著作権侵害疑惑以降、急速に広まった。その後、2018年2月に東京都港区で起きた元東京地検特捜部長による自動車死亡事故や2019年4月に起きた池袋暴走事故の際にネット上などで用いられた。
2015年9月1日にオリンピック大会組織委員は、エンブレムの白紙撤回を表明した上で、「著作権侵害ではないが一般の国民から理解を得られない」「専門家にはわかるが、一般国民は残念だが理解しない」や「専門家でのあいだではじゅうぶんわかり合えるんだけれども、一般国民にはわかりにくい、残念ながらわかりにくいですね」と述べた。この発言を受け、報道やネット上では「一般の人の感覚や理解を超えたもの」として反発が広まった。
佐々木惣一は、『立憲非立憲』（1916年）において、「限られた範囲の国民」について「上級国民と云うて置かう」とあり、「君主の任命に係る者」と同列に「上級国民の指定に係る者」が並べられている。

## 逮捕に関する誤解との関連
用例の節にあるように、被疑者が逮捕されないことをもって、「上級国民の特権」であるとして批判する例が見られる。これについては、「逮捕は加害者に対する罰である」という誤解が根底にあることが指摘されている。すなわち、ニュースなどで被疑者の逮捕がよく報じられるため、逮捕が刑事罰的なペナルティーであるというイメージを持たれている可能性があるという。
しかし、刑事罰は刑事裁判を経なければ与えられないのであり、捜査段階の手続にすぎない逮捕はペナルティーではない。法に定める「逮捕の必要性」がなければ逮捕は許されず、逃亡のおそれや罪証隠滅のおそれがないなど、明らかに逮捕の必要がない場合は令状すら出されない（刑事訴訟規則143条の3）。
- 逃亡のおそれについては、社会的地位や年齢についても考慮要素とされ、上級国民と批判される人々は社会的地位が高く（逃亡を図ることによって発生する本人へのダメージが大きく）、またほとんどのケースで高齢で体力がないため、逃亡のおそれなしとされることが多い[16]。
- 罪証隠滅のおそれについては、批判されやすい交通事故の事例では、アルコールや違法薬物が関連しない限り証拠は現場に全て揃っており、警察が全て押収するので、隠滅は不可能である[15]。

公権力による身体拘束である逮捕は乱用すべきではないというのが司法の基本原則であり、逮捕されるべきでない事実関係において逮捕されていないことが分かることはむしろ望ましいことである。

## 用例
最初の用例として確認できるものは佐々木惣一によるものである。1916年大正デモクラシーの際に憲法学者の佐々木が『立憲非立憲』の中で「門地や職業に依て限られた範囲の国民」を「上級国民」と名付けた。
清多英羽によれば、18 - 19世紀の教育者ヨハン・ハインリヒ・ペスタロッチは「貧民と上級国民」という対立構図において、貧民教育を重視した。
1935年（昭和10年）には、小山文太郎の講演で用いられた。ただしその具体的な意味については提示されていない。

### 東京オリンピック・パラリンピックのエンブレムの策定
2015年（平成27年）には、2020年東京オリンピック・パラリンピックのエンブレムの策定において、著作権侵害の疑惑が指摘された際に開かれた五輪組織委員会の記者会見の見解に対し、報道およびネット上にて使用された。
2015年の夏から秋にかけて起きた一連の騒動で、五輪組織委員会は、一度決定していた佐野研二郎によるデザインを9月1日に白紙撤回した。これを発表する記者会見の席上、五輪組織委員会の武藤敏郎事務総長が、選考委員長の永井一正の発言を引用する形で、デザインの独自性について「専門家にはわかるが、一般国民は残念だが理解しない」という趣旨の発言した。発言中、「一般国民」なる表現が複数回あり、これをデザイン界の「選民意識」だと揶揄した表現が「上級国民」である。
この発言は「上から目線」だと反発を招いた。教育評論家の尾木直樹は『一般国民で悪かったですね！』と憤りを表明した。アメーバニュースによれば、こうした感想は多くの者に広まったとみなされており、「上級国民」という語がTwitterのHOTワードで上位にきたことからもそれが裏付けられるとされている。
「上級国民」という表現は、紙媒体でも9月5日の日刊ゲンダイが、フリーライターの井上トシユキのコメントとして、「エンブレム騒動は下火どころか、ネット上で〈上級国民〉などと呼ばれる権力者VS一般国民の闘争に移りつつあります」という見解を紹介する中で使用された。同紙では9月10日にも永井ほか審査に関わったデザイナーの代名詞として「上級国民」を用いた。
これを受けて2015年の新語・流行語大賞の候補にノミネートされた。

### 2019年池袋暴走事故
2019年（平成31年）には、東京で起きた池袋暴走事故の際の運転者（加害者）である飯塚幸三の社会的地位や扱いについてネット上などで用いられた。
2019年4月、飯塚が運転する車が路上で暴走した。これにより、横断歩道を渡っていた31歳の母親と3歳の娘が死亡したほか、飯塚とその同乗者である妻を含めて10人が負傷したが、飯塚は入院を理由に逮捕を見送られた。一方、その2日後に神戸市中央区で起きた、市営バスが歩行者の列に突っ込み2人が死亡、4人が負傷した事故では運転手の男性が、同年5月8日に滋賀県大津市で起きた保育園児2人が亡くなった事故では運転していた女性が、それぞれ現行犯逮捕された。
また、報道で飯塚が「元官僚」や「元院長」のように「容疑者」を用いない呼称で報道されたこと、元旧通商産業省の高級官僚であり、退官後も業界団体会長や大手機械メーカーの取締役などを歴任していたことなどから、「上級国民」だから不当に免責されているのだという意見がネットを中心に広まった。実際に逮捕されなかったのは治療のために入院が必要であったためであり、また逮捕されていなかったことから「容疑者」の呼称が用いられることもなかった。
これらを受けて2019年の新語・流行語大賞の候補にノミネートされた。また、大辞泉が毎月選定している「今年の新語」の5月度に選出され、「第4回大辞泉が選ぶ新語大賞」でも一般から寄せられた単語の中で投稿数が3番目に多かった。
同年8月に橘玲が小学館から上梓した『上級国民/下級国民』は発行部数13万部にも及んだ。

### 黒川弘務検事長の賭け麻雀による辞任
2020年、検事総長への起用も取りざたされていた黒川弘務検事長が、知人の新聞記者らと賭け麻雀をしていたとして辞任に追い込まれた際、森まさこ法務大臣は処分を訓告にとどめ、退職金などはそのまま支給されたが、これは公務員の賭博行為に対する処分としては異例の軽さだと批判された。また、告発を受けた東京地方検察庁も黒川を不起訴処分とした。
こうした事の成り行きは、ネット上で様々な批判を呼び、その中で「さすがは上級国民。何をしても優遇されていいね」といった表現が用いられた。堀江貴文は「検察官は違法行為をしても逮捕起訴されないんですよ! これこそまさに上級国民」とツイートし、多くの反響を呼んだ。

## 下級国民
「上級国民」の対義語として、「下級国民」という言葉がメディアで使用されることがある。

### 安倍晋三襲撃事件
2022年、安倍晋三元首相が銃撃された際、犯人に対して極刑を求める意見が出る一方で、不幸な生い立ちに擁護や同情の声が上がったことについて、作家の橘玲は週刊SPA!にて「下級国民のテロリズム」「経済的・社会的弱者にとってのダークヒーロー、“下級国民の神”になりつつあると感じます」と表現した。「下級国民」の定義は様々あるが、記事では「本来は社会の主流派（マジョリティ）であるはずなのに、社会からも性愛からも排除され、『いつのまにか底辺に追いやられた』と感じている人たちを指す」とし、「リベラル化・知識社会化が進む社会では、『自由な競争』や『自分らしく生きる』ことが至上の価値とされる一方で、競争に敗れた者は『自己責任』として社会の底辺に追いやられる。こうして“ルサンチマンを抱えた弱者”が増えていけば、いったい何が起きるのか……怖さを感じます」とした。